# Relación de méritos y servicios del conquistador Bernardino Vázquez de Tapia

Salón principal de la Real Biblioteca de san Lázaro de El Escorial, lugar donde se encuentra la Relación de méritos y servicios del conquistador Bernardino Vázquez de Tapia.

La Relación de méritos y servicios del conquistador Bernardino Vázquez de Tapia fue un documento redactado y escrito en 1542 por Bernardino Vázquez de Tapia, como manera de apelación a las Leyes Nuevas que pretendían abolir el sistema de las encomiendas en el virreinato de la Nueva España, no obstante el documento aporta información útil para respaldar las crónicas de Indias correspondientes a la conquista de México.  

## Origen de la redacción del documento
El obispo y fraile dominico Bartolomé de las Casas incansable defensor de los derechos de los amerindios, pudo convencer al rey 
Carlos I para que en las Leyes de Indias se incluyeran Leyes Nuevas que protegieran la explotación de los naturales. Dentro de estas leyes se contemplaba que los oficiales reales no tuvieran derecho a encomiendas y que estas dejaran de ser hereditarias. 
De tal forma que el rey Carlos I autorizó estas “Leyes Nuevas” el 20 de noviembre de 1542,  causando una gran controversia en el Continente americano, a tal punto que en el Virreinato del Perú, Gonzalo Pizarro llevó a cabo una rebelión de los encomenderos que logró deponer al virrey Blasco Núñez Vela.
En contraste,  en la Nueva España los encomenderos afectados se organizaron y realizaron una apelación pacífica, aportando como pruebas cientos de “relaciones de méritos y servicios”, ante la controversia el virrey Antonio de Mendoza, difirió la entrada en vigor de las Leyes Nuevas. 
Bernardino Vázquez de Tapia era encomendero y regidor de la Ciudad de México, motivo por el cual redactó la Relación de méritos y servicios del conquistador Bernardino Vázquez de Tapia, vecino y regidor de esta gran ciudad de Tenuxtitlan México (nombre completo), la cual relata las acciones militares de la conquista de México, en las que tomó parte el autor.

## Contenido y ediciones
La relación de méritos narra brevemente los acontecimientos cuando el autor estuvo bajo el mando de Pedro Arias Dávila en Castilla de Oro, y cuando participó en la expedición de Juan de Grijalva como alférez general (portaestandarte).
En forma de crónica narrativa describe las hazañas personales en su participación con las fuerzas armadas de Hernán Cortés, el autor fue compañero de Pedro de Alvarado y estuvo a la vanguardia en los avances de los conquistadores españoles  hacia la ciudad de Tenochtitlan, narrando las ocupaciones militares en su trayectoria, incluida Cholula, donde se realizó una gran matanza.   
El documento quedó archivado en la Real Biblioteca de San Lorenzo de El Escorial, y fue hasta el año de 1953 cuando Manuel Romero de Terreros realizó la primera edición bajo el título de “Relación de méritos y servicios del conquistador Bernardino Vázquez de Tapia”, C. De la Real Academia de la Historia, Polis, México.
Veinte años después, en 1973 Jorge Gurría Lacroix realizó una nueva edición coordinada por la  Universidad Nacional Autónoma de México.